# カルロヴァツ

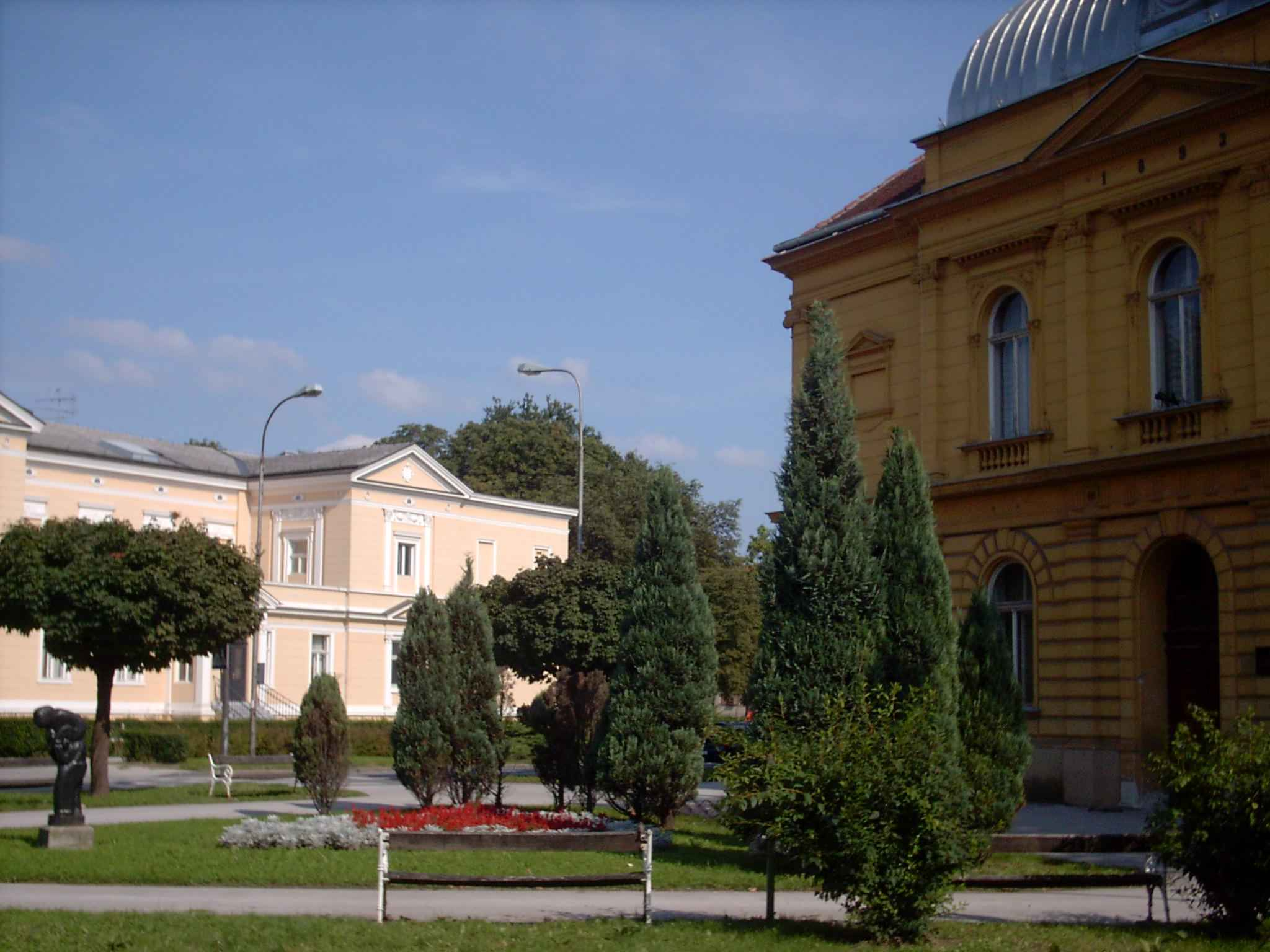
カルロヴァツ

カルロヴァツ （クロアチア語:Karlovac、 ドイツ語: KarlstadtまたはCarlstadt、ハンガリー語: Károlyváros）は、クロアチア、カルロヴァツ郡の都市。ザクレブ＝リエカ高速道と鉄道途上にあり、ザグレブの南西56km、リエカから130km離れている。

## 歴史
カルロヴァツは、オスマン帝国侵攻に対して神聖ローマ帝国が南部の防御を強化するために1579年につくった。クパ川とコラナ川の合流地点にあたるドゥボヴァツ（en:Dubovac）近くのズリンスキ家の所領に、6つの点を持つ星型の要塞を建てたのである。市は後に拡大し、都市部はムレズニツァ川とドブラ川に遠くないところに到達した。独特の星型要塞は、カルロヴァツ周辺で今も見ることができる。最初は、1579年7月13日に始まった市建設を命じたインナーエスターライヒ公カール2世（en:Charles II of Austria、神聖ローマ皇帝フェルディナント1世の三男）にちなみ、カールシュタット（Karlstadt、Carlstadt、Carlstattなど。ドイツ語でカールの町を意味する）と呼ばれていた。市の建築家はマティヤ・ガンボンである。
市最初の教会である三位一体教会は、1580年に中央広場に建てられたが、市にあった全ての建物は1594年の大火で焼け落ちた。オスマン帝国軍は7度もカールシュタットを包囲し、最後にあたる1672年の包囲戦でも占領に失敗している。1773年のペスト大流行で、カールシュタットは当時の人口のほぼ半分を失った。
ハプスブルク君主国の軍事辺境地として、カールシュタットは反逆者の処刑の地としてよく知られていた。ダルマチア沿岸部のシニ砦出身のウスコク（en:Uskoks、トルコと戦ったクロアチア人兵）の反乱指導者イヴァン・ヴラトコヴィチはここで1612年7月3日に処刑された。彼の率いる勢力はアドリア海でヴェネツィア船を襲って海賊行為を行い、一方でオスマン帝国の治める内地を荒らし回って、ハプスブルク家を難局に陥れたのである。1617年にマドリードの和平が締結され、スペインとハプスブルク帝国の間の戦争が終わるに伴い、条約に従ってウスコクの一族らはシニ要塞から強制的に排除され、カールシュタット近郊のジュムベラク丘陵（Žumberak）など内地へ解散させられた。  
同時に、要塞は市人口の拡大で手狭になっていき、軍政国境地帯政府はさらなる市の拡張を許すことができなかった。1693年12月6日、市は一部制限のある自治政府設置を認められた。女帝マリア・テレジアは、クロアチア内閣からの長い力説の後、カールシュタットとリエカを1776年8月9日にクロアチア王国直轄領へ復帰させた。皇帝ヨーゼフ2世は1781年に公式の特権を持つ自由都市として再度是認し、市民に市の拡張を許可した。パンノニア平原からアドリア海沿岸へ至る軌道の交差路として潜在的能力を開拓しようとしたのである。18世紀と19世紀、クパ川沿いの水路と沿岸への道路の発展の結果、町は繁栄した。
町の運命は20世紀に入って衰え、最近復興してきている。1991年から1995年のクロアチア紛争で、カルロヴァツはひどい損害を受けた。市の南部はクロアチア政府とクライナ・セルビア人共和国との前線地帯に近かった。近隣自治体も砲撃に遭い、カルロヴァツ中心部の多くの建物が損害を受けた。
カルロヴァツの現在の主要産業はビール醸造である。カルロヴァチュカ・ピヴォヴァラ（en:Karlovačka pivovara）の製造するカルロヴァチュコ（en:Karlovačko）ブランドが知られる。

## 市内の概要
カルロヴァツは、国内ではグラド・パルコヴァ（grad parkova、公立公園の都市）、グラド・ナ・チェティリ・リイエケ（grad na četiri rijeke、4つの川の上に建った都市）として知られてきた。ムレズニツァ川、コラナ川、クパ川が市一帯を流れ、市中心部から数キロ外側にはドブラ川が流れ、多くの緑地帯を持つためである。これらの呼称は今や忘れ去られたが、自然の美しさは健在である。市建設400周年を記念して製作されたヴェリコ・ブライッチ（en:Veljko Bulajić）による1979年のドキュメンタリー映画は、市中心部のコラナ河岸で日光浴をする人々を映し出している。
公園内で見られる希な種類の木は、イチョウである。小学校の生徒が海から持ち帰ったものである。公園のほとんどは古い軍事砦周辺の塹壕を掘った場所に作られた。かつて塹壕には、荒らし回るトルコ軍から防御する照準手が加えられたように、水で満たされていた。市中心部の一部は今もシャナツ（Šanac、塹壕）と呼ばれ、歴史地区の古い6角形設計が保存されている。

## 統計
2001年の調査によると、人口におけるクロアチア人の割合は85.86％、セルビア人は8.55％、アルバニア人0.31％、ボシュニャク人0.52％、マケドニア人0.12％、モンテネグロ人0.10％であった。宗教人口は、82.83％がカトリック教会、7.43％が正教会、1.10％がムスリム、0.16％がギリシャ正教会であった

カルロヴァツの人口は、1991年から1995年まで続いたクロアチア紛争から大きく変化した。多くのセルビア系市民は町を出て行き、替わってクロアチアの他所を追われてきた人々が移り住んだ。同様に、ボスニアに住んでいたクロアチア人も多数移住してきた。カルロヴァツを去っていった移民は主としてセルビア、スルプスカ共和国、西欧諸国、北米、オーストラリアへ向かった。

## 文化
カルロヴァツ市は、クロアチア独立戦争時のクロアチア兵と、クロアチア独立国軍のナチス協力者に捧げられた記念地を抱える。

## 姉妹都市
- アレッサンドリア, イタリア
- カンザスシティ (カンザス州), アメリカ合衆国
- クラグイェヴァツ, セルビア
- エルジェーベトヴァーロシュ（英語版）、ハンガリー
- ヴコヴァル、クロアチア

## Pictures

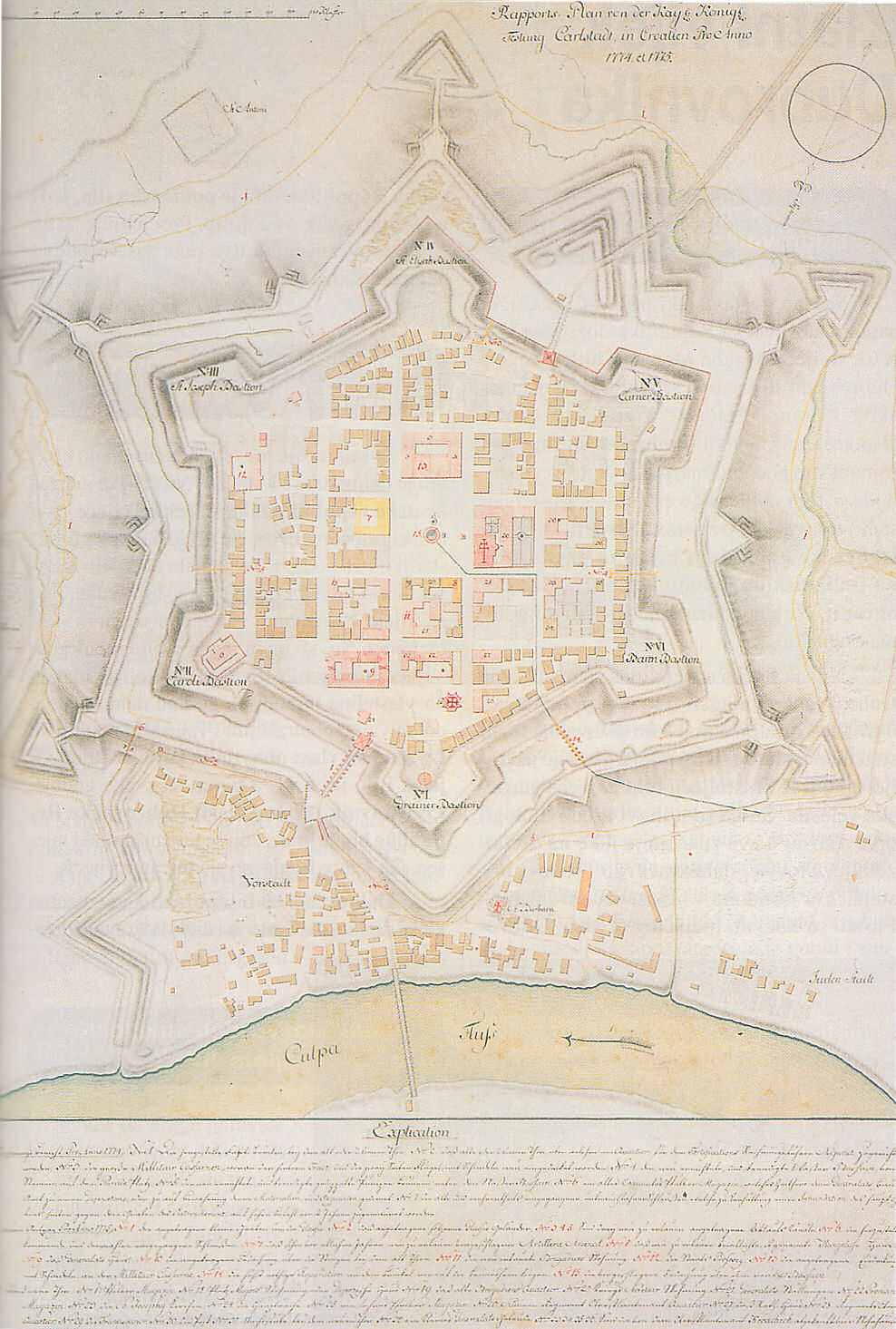
カルロヴァツ市は、対トルコに備えた星型のルネサンス期要塞ができてから出現した。
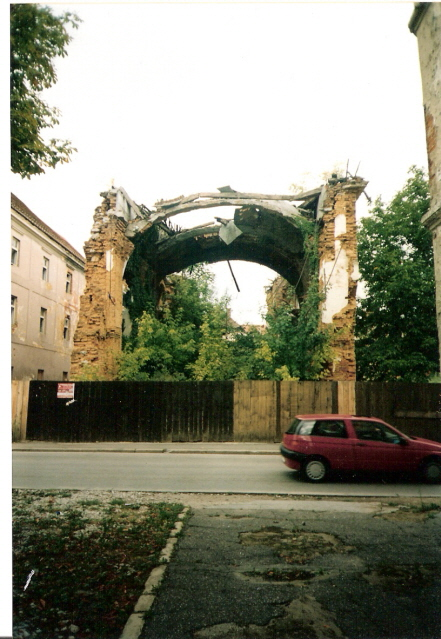
市中心部に残る正教会教会の廃墟。クロアチア紛争で爆破されたが、現在再建が進む

## 出身者
- エドガル・アンゲリ - 軍人
- アナ・ヴィドヴィチ - 演奏家

## 参照
1. ↑  “Karlovac ethnic minorities (Census 2001)”. 2006年7月2日閲覧。
2. ↑  Minister Vukelić unveiled memorial-site in front of the Command of the Croatian Ground Army in Karlovac
3. ↑  UO for building